# Vicenç Maria Gibert
Vicenç Maria Gibert i Serra (Barcelona, 21 de abril de 1879-15 de octubre de 1939) fue un compositor, musicógrafo, organista y crítico musical español.

## Biografía
Fue discípulo de Felipe Pedrell y Lluís Millet. Amplió estudios en la Schola Cantorum de París, donde estudió piano con Vincent d'Indy y órgano con Abel Decaux. Entre 1909 y 1913 fue organista de la iglesia de Nuestra Señora de Pompeya. También interpretó este instrumento en la Orquesta Pau Casals. En 1922 inauguró el órgano del Monasterio de Montserrat. Como crítico, fue colaborador de La Vanguardia. Fue uno de los fundadores de la Revista Musical Catalana y colaboró con la Obra del Cançoner Popular de Catalunya, una institución dedicada a la recopilación de literatura y música popular catalana. Compuso obras orquestales (Marines), corales (L'arca de Noè, Nit d'abril, Goig a la Verge de Núria) y una Sonata brevis para violonchelo y piano, así como un gran número de canciones populares armonizadas.
Entre sus publicaciones se encuentran: L'orgue de l'Orfeó Català (1908), El cant gregorià. Fonament y Font d'inspiració de la música orgánica (1912), La música a Catalunya. Aplega de material per a contribuir a sa historia. Instruments (1915), Felip Pedrell, In memoriam (1922), Beethoven y Bach (1927), Vindiquem l'orgue (1929), L'orgue a l'església i el concert (1929) y Francesc Tàrrega (1935).